# Kino 5D
Kino 5D – polska sieć kin 3D z efektami specjalnymi. Dla określenia sieci tych kin używana jest nazwa “Kino 5D Extreme”. Kina zlokalizowane są głównie w centrach rozrywkowo – handlowych, rzadziej w tematycznych parkach rozrywki.
Kino 5D może pokazać każdy film, nawet tradycyjny dwuwymiarowy, jednak dopiero trójwymiarowy obraz 3D, zsynchronizowany z efektami specjalnymi daje iluzję rzeczywistości i uczestniczenia w akcji filmu.

## Nazwa i historia Kina 5D
W roku 2008 firma MicroAutomatic wraz z firmami Manor House i AWIT Cybernetics zawiązała konsorcjum, którego celem była realizacja projektu budowy zaawansowanego kina. W kinie tym oprócz trójwymiarowego obrazu wprowadzono ponad 12 efektów specjalnych, imitujących zjawiska fizyczne i atmosferyczne, stymulujących wszystkie zmysły oprócz smaku. Wykorzystano najnowsze dostępne technologie, po raz pierwszy kino stało się symulatorem rzeczywistości. Kino zostało zaprezentowane latem 2008 roku w Międzynarodowym Domu Kultury w Międzyzdrojach. Celem wyróżnienia stopnia zaawansowania, użyto nazwy Kino 5D z przymiotnikiem Extreme. 11 marca 2009 roku w CH Fort Wola w Warszawie otwarto pierwsze stacjonarne Kino 5D, z regularną zmianą repertuaru. Zmienny repertuar jednocześnie zbliżył je do klasycznych kin. Była to inauguracja budowy sieci Kin 5D w Europie. 8 lipca 2009 roku współzałożyciele konsorcjum zgłosili w Polskim Urzędzie Patentowym wniosek o zastrzeżenie nazwy “Kino 5D”, jako chroniony znak towarowy. 21 października 2010 roku otrzymano potwierdzenie rejestracji nazwy “Kino 5D”. Prawa własności do nazwy posiadają właściciele spółki Kino 5D Polska Sp. z o.o.
W drugiej połowie 2012 roku oraz w 2013 zaczęły być zamykane oddziały Kina 5D Extreme w różnych miastach Polski. Firma zakończyła działalność. W niektórych miastach działają jednak podobne kina należące do innych firm lub działające w obrębie parków rozrywki lub innych turystycznych miejsc.

## Filmy wyświetlane w sieci kin
- 4:13 do Katowic
- Animowana historia Polski
- Epoka lodowcowa 3: Era dinozaurów (wersja skrócona)
- Klopsiki i inne zjawiska pogodowe (wersja skrócona)
- Kot i duchy
- Mikołaj kontra Bałwanek

- Podróż do wnętrza Ziemi 3D (film 2008) (wersja skrócona)
- Trzęsienie ziemi
- Tsunami
- Wyprawa na Księżyc 3D (wersja skrócona)